# クラウドケア
株式会社クラウドケアは、東京渋谷区に本社を置く、介護保険外の自費訪問介護ヘルパーのサービスを提供する会社。

## 概要
2016年8月、小嶋潤一、桐山典悦の2名で設立。ミッションは、"ケアを通して、多くの人々を幸せにする。"である。

## 沿革
- 2016年
  - 8月 - 株式会社クラウドケアを設立
  - 10月 - シェアリング・エコノミー型の訪問介護・家事・生活支援マッチングプラットフォームで在宅高齢者向け介護・生活支援サービス「Crowd Care(クラウドケア)」を開設[1]
- 2017年
  - 1月 - 買物弱者・高齢者向け買物代行サービスを提供開始[2]
  - 11月 - シェアリングエコノミー認証マーク取得[3]
- 2018年9月 - 神奈川・埼玉・千葉のサービス提供エリアを拡大する。
- 2021年
  - 9月 - オフィスを青梅市から渋谷へ移転
  - 111月 - 慶應イノベーション・イニシアティブ及びbasepartnersを引受先に第三者割当増資[4]
- 2022年6月 - Crowd Care (クラウドケア) のブランドメッセージを「介護の手を、正しくつなぐ。」に設定し、サービスサイトをリニューアル
- 2023年
  - 3月 - 小田急電鉄と「小田急くらしサポート」にて業務提携[5]
  - 4月 - 松竹マルチプレックスシアターズとサービス提携[6]